# River Oaks Country Club

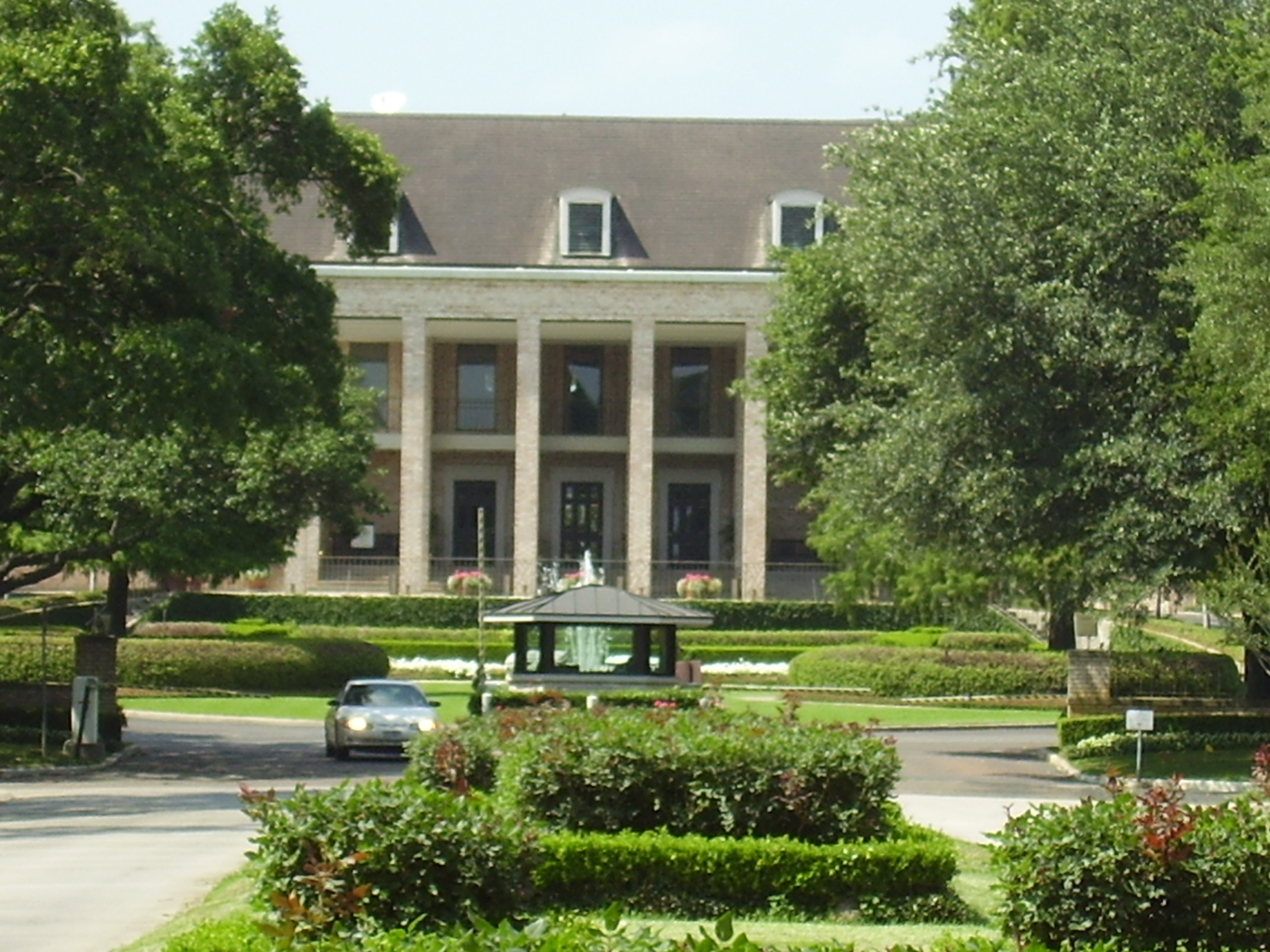
River Oaks Country Club

River Oaks Country Club je sportovní klub v houstonském River Oaks na území amerického unijního státu Texasu. Od roku 1931 hostí tenisový turnaj River Oaks International Tennis Tournament. V roce 1980 zde získal první titul na okruhu ATP Ivan Lendl.
8. května 2007 Americká tenisová asociace (USTA) oznámila, že počínaje sezónou 2008 bude do areálu přemístěno dějiště mužského profesionálního turnaje Mužského tenisového mistrovství Spojených států na antuce – U.S. Men's Clay Court Championships, které bylo do té doby hráno v jiném houstonském areálu Westside Tennis Club. O konání amerického tenisového mistrovství na antuce neúspěšně soutěžila ještě další města georgijská Atlanta, severokarolínský Winston-Salem a Ponte Vedra Beach na Floridě.
Dotace turnaje k roku 2023 činila 713 495 dolarů. V klubu jsou otevřené dvorce s červenou antukou, které byly instalovány v roce 2005. Kapacita centrálního dvorce je 3 000 diváků. Přechodné hlediště druhého dvorce činí 500 diváků.
V klubu River Oaks se odehrály dva golfové turnaje. V roku 1940 nejdříve Western Open a v roce 1946 pak Houston Open.